# Олександрівка (Наровлянський район)
Олександрівка (біл. Аляксандраўка) — село в Білорусі, у Наровлянському районі Гомельської області. Входить до складу Кіровської сільської ради. Село розташоване на автошляху Р-37, по дорозі від Наровлі до українського кордону. 2010 року населення становило 60 осіб.
Село розташоване на кордоні з Україною. Кордон проходить на південь та схід від села. Діє міждержавний пункт пропуску Олександрівка — Вільча.

## Історія
У XIX — на початку XX ст. Олександрівка відома як Рудня-Олександрівка. У 1860-х роках мала 18 дворів. Входила до складу Дерновицької волості Річицького повіту Мінської губернії. У 1930-х роках село мало сільську раду, нараховувалось 110 дворів.
Оскільки село розташоване поблизу Чорнобильської зони відчуження, багато садиб нині відселено.

## Галерея

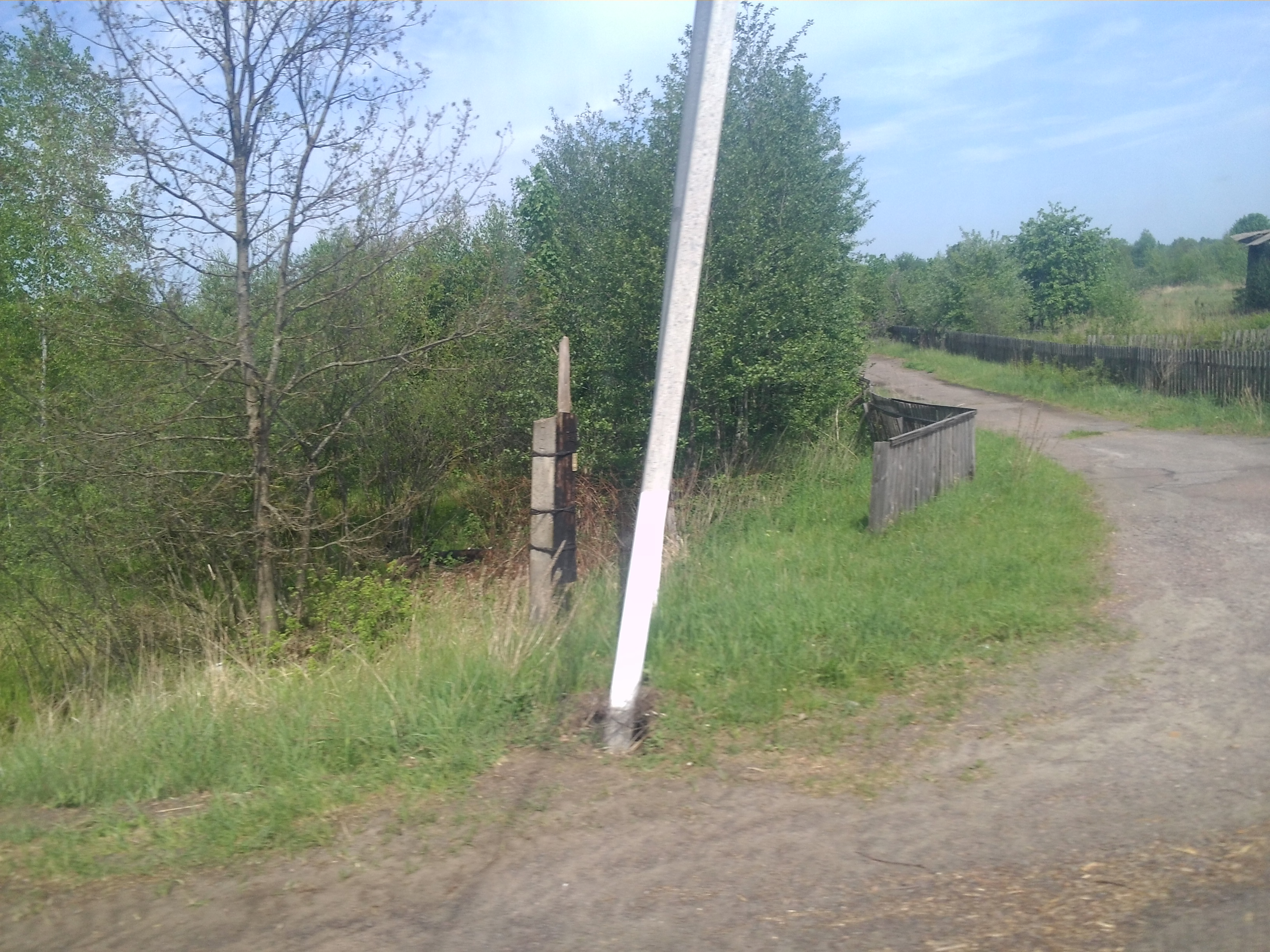
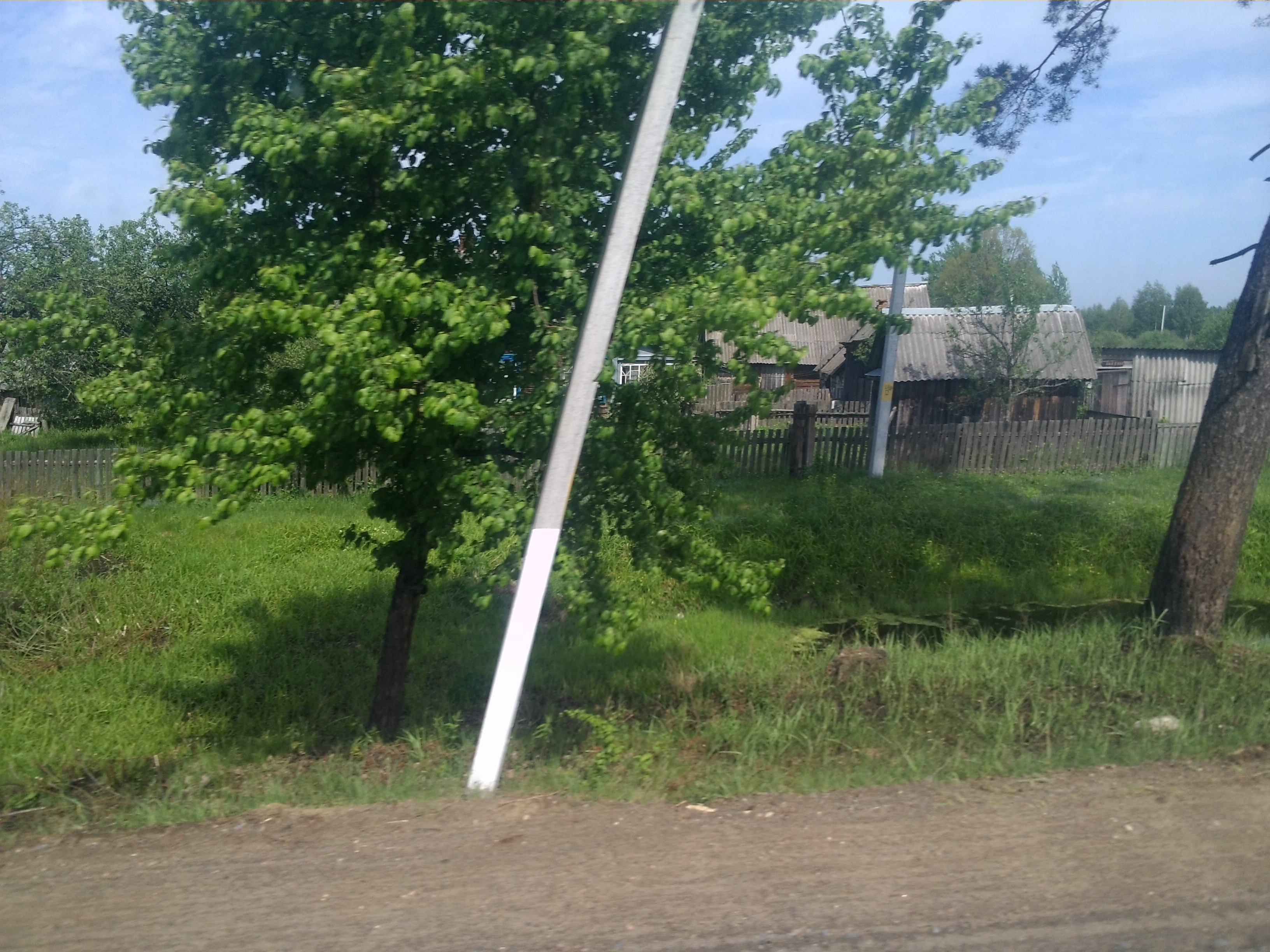
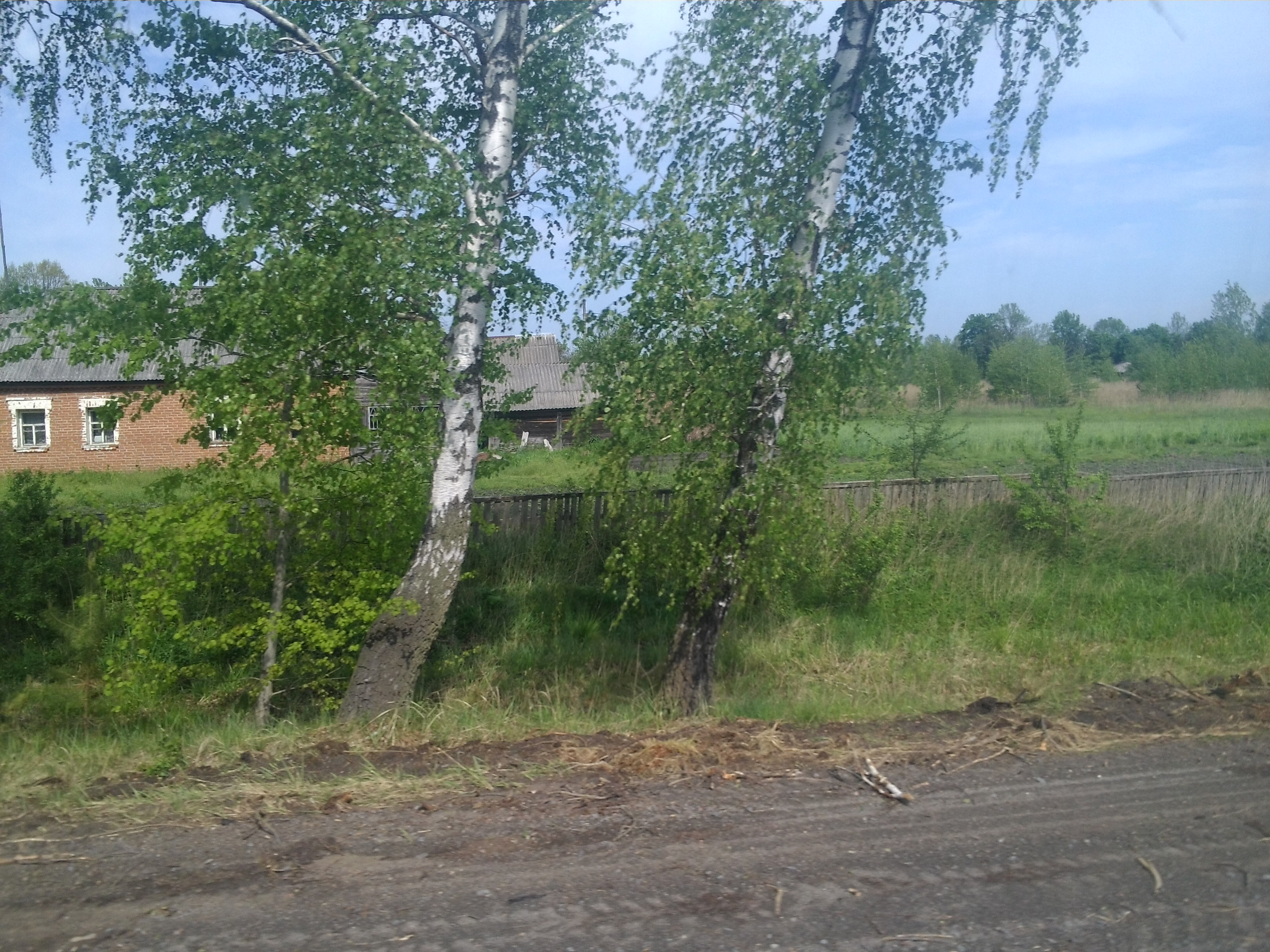

## Населення
- 60 осіб (2010)
- 80 осіб (2004)
- 120 осіб (1999)

## Літаратура
- Наровля и Наровлянский район / сост.: Н.В. Кузьменкова, Н.И. Данильченко, С.В. Коновод. — Мозырь : Колор, 2005. — 25 с.
- Наровлянский район: рекламное издание на русском и английском языках / автор текста В. Минков. — Гомель : редакция газеты "Гомельская правда", [б. д.]. — 26 с.
- Наровлянщина самобытная и современная / под общ. ред., пред. В.В. Шляги. — Гомель : Редакция газеты «Гомельская праўда», 2015. — 119 с.
- Памяць: Нараўлянскі раён: гісторыка-дакументальныя хронікі гарадоў і раёнаў Беларусі / уклад.: П.П. Рабянок, К.Ф. Ярмоленка. — Мінск : БЕЛТА, 1998. — 445 с.